# Gagea mergalahensis
Gagea mergalahensis är en liljeväxtart som beskrevs av Syed Irtifaq Ali och Igor Germanovich Levichev. Gagea mergalahensis ingår i Vårlökssläktet och i familjen liljeväxter. Inga underarter finns listade.